# Castrocontrigo
Castrocontrigo é um município da Espanha na província de León, comunidade autónoma de Castela e Leão, de área 194,49 km² com população de 1075 habitantes (2004) e densidade populacional de 5,52 hab/km².

## Demografia
| Variação demográfica do município entre 1991 e 2004 | Variação demográfica do município entre 1991 e 2004 | Variação demográfica do município entre 1991 e 2004 | Variação demográfica do município entre 1991 e 2004 |
| --------------------------------------------------- | --------------------------------------------------- | --------------------------------------------------- | --------------------------------------------------- |
| 1991                                                | 1996                                                | 2001                                                | 2004                                                |
| 1478                                                | 1209                                                | 1114                                                | 1075                                                |